# ヴァルター・ガムス
ヴァルター・ガムス（Walter Gams 、1934年8月9日 - 2017年4月9日） はオーストリアの菌類学者である。菌類の分類学の分野で働いた。

## 略歴
チューリッヒで生まれた。父親はモラヴィア生まれで、後にインスブルック大学の教授となった植物学者のヘルムート・ガムスである。インスブルック大学を卒業した後、1961年から1967年まではドイツ、シュレースヴィヒ＝ホルシュタイン州、キッツェベルクの連邦生物学研究所（Biologischen Bundesanstalt）でドムシュ（Klaus H. Domsch）のもとで土壌中の菌類の研究をした。1972年からアーヘン工科大学で働いた。1967年から2008年の間、オランダのバールン（後にユトレヒトに移った）の微生物保存センター（Centraalbureau voor Schimmelcultures:略称CBS）でも働いた。1995年に、菌類学奨学金を創設した。
業績のひとつとして、1957年の博士論文の研究で、トリコデルマ属の菌類の種、Trichoderma inflatum を発見し、1971年に記載した。この菌は人間の医療において免疫抑制剤としても用いられる抗生物質、シクロスポリンAを産出する。
2012年にドイツ植物医学学会（Deutschen Phytomedizinischen Gesellschaft）のアントン・ド・バリー・メダルを受賞した。
2017年にイタリアのボマルツォで死去した。

## 著作
- 1967 – Mikroorganismen in der Wurzelregion von Weizen. 77 S. Berlin.
- 1971 – Cephalosporium-artige Schimmelpilze (Hyphomycetes). 262 S. Jena/Stuttgart.
- 1973 – Fungi in agricultural soils (Klaus Heinz Domsch と共著). 290 S. London.
- 1973 – Pilze aus Agrarböden (Klaus Heinz Domsch と共著). 222 S. Jena/Stuttgart.
- 1980 – Compendium of soil fungi (Klaus Heinz Domsch と共著). Eching.
- 1993 – Supplement and corrigendum to the Compendium of soil fungi. 27 S. Eching.
- 2007 – Compendium of Soil Fungi: Taxonomically revised 2nd edition by W. Gams (Klaus Heinz Domsch と共著). 672 S. Eching.
- 2011 – The genera of Hyphomycetes (Seifert, Morgan-Jones, Kendrick と共著). Utrecht, 2011.